# Dànae

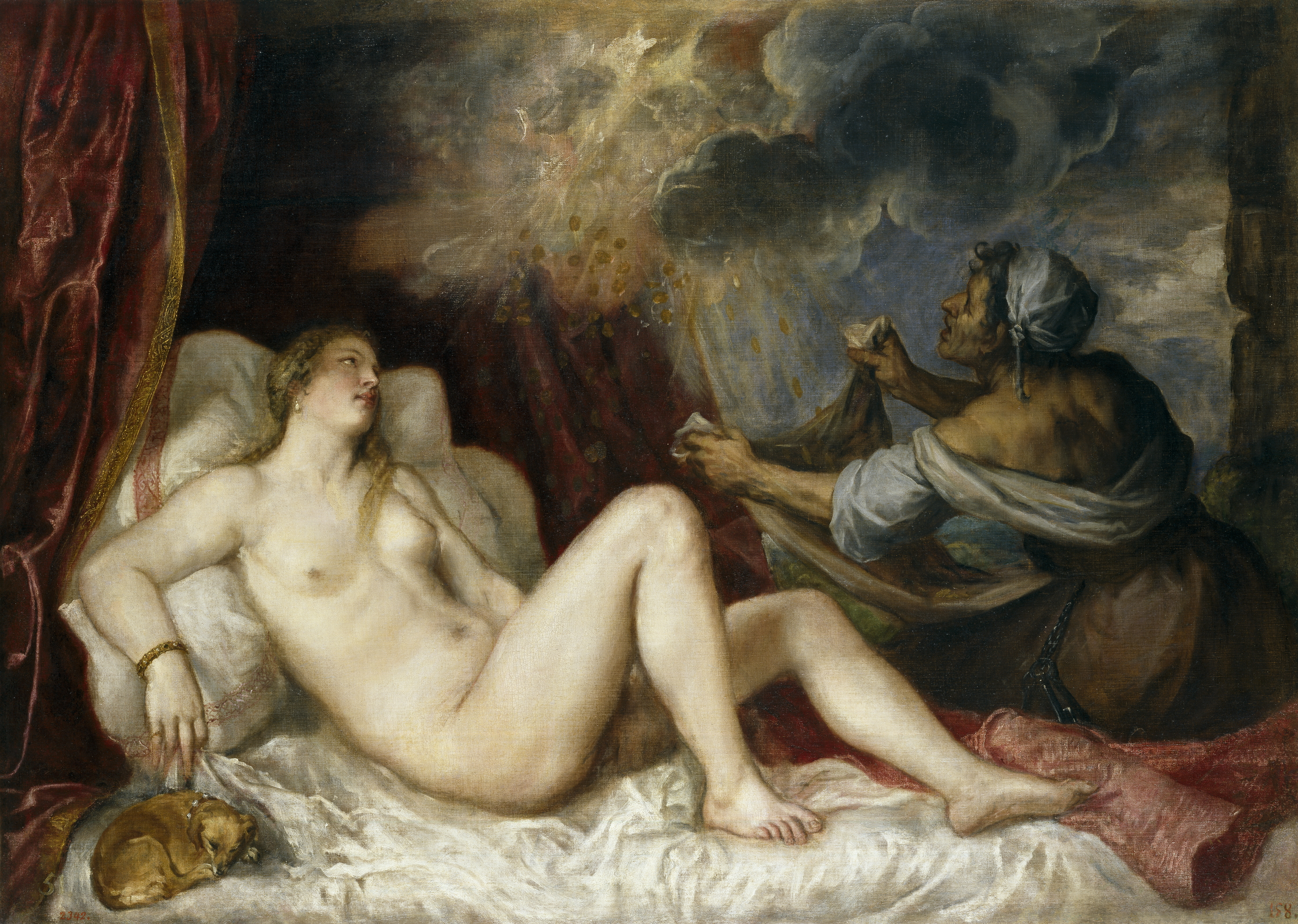
Dànae (obra de Ticià inspirada en Les Metamorfosis d'Ovidi, on es representa el moment en què Zeus, sota la forma d'una pluja d'or, entra a la seua cambra).

Segons la mitologia grega, Dànae (en grec Δανάη, en llatí Dănăē) era una princesa argòlida, filla del rei Acrisi i d'Eurídice, filla de Lacedèmon, rei d'Esparta.
El seu pare la va tancar en una torre per temor a l'oracle, segons el qual, un nét seu el mataria; però Zeus va entrar en la seua cel·la transformat en una pluja d'or. D'aquesta unió va néixer Perseu.
Acrisi, veient que tindria el net fatídic, ficà la mare i el fill en una barqueta (o en un cofre) i els deixà a la deriva al mig del mar. A petició de Zeus, Posidó calmà el mar i el corrent els portà a l'illa de Sèrifos, on foren acollits pel pastor Dictis. El seu germà, el tirà Polidectes, rei de l'illa, s'enamorà de Dànae i envià Perseu a una perillosa missió per allunyar-lo i tindre-la captiva. Aquesta missió era portar-li el cap de la Medusa. Polidectes mentrestant va intentar violar Dànae. Quan Perseu va tornar, trobà la seva mare i Dictis suplicant davant l'altar i buscant maneres d'evitar les amenaces del tirà. Amb el cap de Medusa Perseu el va transformar en pedra, i també als seus companys, i va donar el reialme de l'illa a Dictis. Perseu i Dànae van marxar de Sèrifos. Ella va tornar a Argos amb la seva mare Eurídice, i Perseu va anar a buscar Acrisi. Per atzar anà a Larisa, on participà en uns jocs atlètics. Allà, accidentalment, colpejà el seu avi amb una javelina o amb un disc i el matà, i s'acomplí així l'oracle.